# Élection libre de 1674
 (mars 2023).
Si vous disposez d'ouvrages ou d'articles de référence ou si vous connaissez des sites web de qualité traitant du thème abordé ici, merci de compléter l'article en donnant les références utiles à sa vérifiabilité et en les liant à la section « Notes et références ».
La septième élection libre du royaume de Pologne-Lituanie se déroule en 1674, après la mort du roi Michel Wisniowiecki. Le trône polonais étant à nouveau vacant, une autre élection fut organisée. C'est le prince Jean Sobieski, membre de la Maison Piast, qui est élu roi de Pologne.

## Histoire

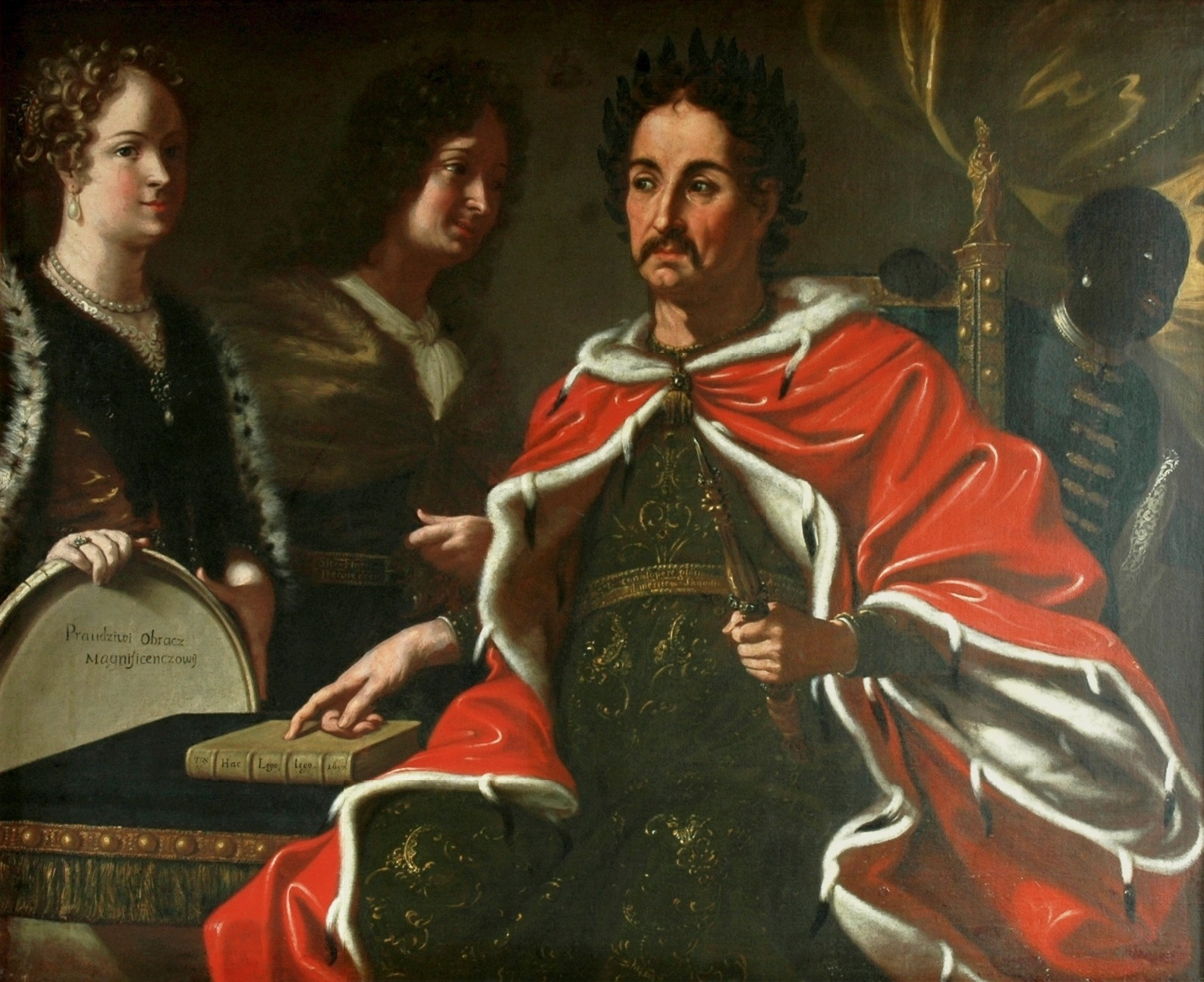
Jean III Sobieski

En 1668, le roi Jean II Casimir nomme Jean Sobieski, grand hetman (commandant en chef des armées polonaises). À la mort de Jean II, Michael Korybut Wisniowiecki est élu roi de Pologne. Jean Sobieski se range du côté de l’opposition, ce qui lui vaut une semi-disgrâce, bien vite oubliée par ses nombreux succès contre les Turcs notamment à la bataille de Khotin en 1673, et la mort du roi. Sobieski est à son tour élu roi, quasi unanimement, par les grands électeurs de la szlachta (la noblesse), le 21 mai 1674, et couronné le 2 février 1676.